# Descolados
Descolados foi uma série de televisão brasileira, produzida pela Mixer, que estreou na MTV Brasil em 14 de julho de 2009, exibindo episódios inéditos todas as terças-feiras às 23h30. A parceria da emissora paulista com a produtora resultou em 13 episódios de trinta minutos gravados em alta definição, cujo último capítulo foi ao ar em 6 de outubro de 2009. Em 2011 a série começa a ser transmitida pela Rede Bandeirantes.
A série conta a história de três jovens, Lud, Teco e Felipe, que estão saindo de casa. Eles não são amigos, nem se conhecem, mas uma série de eventos casuais coloca os três juntos, dividindo o mesmo teto: um apartamento no centro de São Paulo, mobiliado com um pufe e um colchão. Eles vivem histórias, conquistas e dúvidas presentes na vida de qualquer jovem independente do lugar, gostos e estilo de vida.

## Enredo
Lud resolve sair da casa dos pais, após terminar a faculdade, para morar com um amigo em um apartamento no centro de São Paulo. No entanto, este amigo acaba sendo transferido no trabalho para o Rio de Janeiro. Teco, natural de Bauru, faz uma viagem para a Inglaterra com intuito de realizar intercâmbio, porém, ainda no aeroporto, é flagrado por porte de pequena quantidade de maconha e acaba deportado de volta para o Brasil. Já Felipe, que é modelo da grife de jaquetas "Henri François" e, também é de fora de São Paulo, leva um fora da sua namorada e colega de trabalho Tássia, com quem morava junto há 6 meses, ficando sem ter onde dormir. Os três encontram-se ocasionalmente na porta da boate "Roxo", onde Lud trabalha, criam amizade e decidem dividir o apartamento pouco mobiliado de Lud. A partir de então, eles viverão histórias, romances, conflitos, festas e desafios.

## Elenco
| Ator              | Personagem   |
| ----------------- | ------------ |
| Renata Gaspar     | Lud          |
| Thiago Pinheiro   | Teco         |
| Marcelo Lourençon | Felipe Willy |
| Rodrigo Rolim     | Beavis       |
| Jéssica Drago     | Tássia       |
| Priscila Sol      | Clara        |
| Elisa Veeck       | Carol        |
| Herbert Bianchi   | Márcio       |

## =Participações especiais
| Ator               | Personagem |
| ------------------ | ---------- |
| Rafinha Bastos     | Valter     |
| Luis Gustavo       | João       |
| Thiago Iglesias    | Flávio     |
| Weber Fonseca      | Jardel     |
| Rafa Coleone       | Eduardo    |
| Gabriela Cerqueira | Maíra      |